# Distretto di Mahaxay
Il distretto di Mahaxay è uno dei nove distretti (mueang) della provincia di Khammouan, nel Laos. Ha come capoluogo la città di Mahaxay.